# トリポリ (護衛空母)
トリポリ (USS Tripoli, CVE-64) は、アメリカ海軍の護衛空母。カサブランカ級航空母艦の10番艦。艦名は第一次バーバリ戦争の決戦の舞台となり、海兵隊讃歌に歌われるトリポリに由来する。

## 艦歴
「ディドリクソン・ベイ (Didrickson Bay, ACV-64) 」として合衆国海事委員会の契約下ワシントン州バンクーバーのカイザー造船所で1943年2月1日に起工し、1943年4月3日に「トリポリ」と改名された。1943年7月13日にレランド・D・ウェッブ夫人によって進水し、1943年10月31日にオレゴン州アストリア (オレゴン州)でウェンデル・G・スウィツアー艦長の指揮下で就役した。
「トリポリ」はカリフォルニア沖での慣熟訓練の後、サンディエゴに回航された。ところが、サンディエゴで事故に巻き込まれる。1944年1月4日、停泊していた「トリポリ」の右舷前方にガソリンが流出し、そこにアセチレンから散った火花が引火して炎上。艦首から82番フレーム付近まで延焼し、延焼部分には艦橋や舷側歩道も含まれていた。埠頭の関係者や乗員が即座に消火して全損だけは免れたが、消火活動の末に2名が死亡した。「トリポリ」は直ちに修復された。

### 大西洋
1月31日、修復なった「トリポリ」はサンディエゴを出港し、パナマ運河を東航して大西洋艦隊（ロイヤル・E・インガソル大将）の指揮下に入った。2月16日、新しい母港であるノーフォークに到着した。FM-2戦闘機13機とTBM雷撃機13機で構成された第13混成航空隊 (VC-13) が配属され、3月15日に第21.15任務群旗艦として5隻の護衛駆逐艦で構成された第7護衛群 (CortDiv 7) とともに出撃し、カーボベルデ近海でのUボートを押さえ込む哨戒任務に就いた。
第21.15任務群はまず、英領西インド諸島行きの輸送船団に対する援護として、FM-2とTBMの空中援護をカーボベルデ近海の航路の北西、南西および西部方向に提供した。4月5日にレシフェに寄港して給油を行った後、2日後には哨戒行動に戻って、連日のように空中哨戒を飛ばしてUボートに睨みを利かせていた。4月19日の日の出の約1時間前、「トリポリ」から発進して哨戒中のTBMの1機が、レーダーでUボートらしき目標を探知した。このUボートは、「乳牛」との会合のために浮上していると判断された。Uボートは盛んに対空砲火を撃った後、潜航に移った。TBMはこれに対し、ロケット弾と対潜爆弾による三度の攻撃を行ったが、潜水艦「U488」との会合を予定していたUボートは間一髪で逃れた。
第21.15任務群は4月29日にノーフォークに帰投して整備と修理を行い、「トリポリ」の航空隊はFM-2×12機、TBM×9機で構成された第6混成航空隊 (VC-6) に変更された。5月24日、「トリポリ」は第7護衛群を率いてハンプトン・ローズを出撃して再びカーボベルデ近海に向かい、4日間の哨戒の後、マデイラ諸島近海に移動して哨戒を続けた。しかし、5月30日にいたってもUボートとの接触は一度も無かった。「トリポリ」と第7護衛群は北に移動し、ノバスコシア行きの輸送船団を護衛した。
6月18日にノーフォークに帰投した後、「トリポリ」は2ヵ月近くを訓練の時期にあてた。前半ではクォンセット・ポイントで着艦訓練に従事し、7月15日にノーフォークに戻った。後半ではチェサピーク湾で二週間にわたって第6混成航空隊との訓練に励んだ。8月1日、ハンプトン・ローズを出港して、新しい基地であるレシフェに向かった。護衛駆逐艦「オトゥール (USS O'Toole, DE-527) 」と「エドガー・G・チェイス (USS Edgar G. Chase, DE-16) 」を前衛として南に下る途中、「オトゥール」のソナーが海中に目標を探知。トリポリからの航空機は、ソノブイと発煙筒を投下して目標の目印とした。「オトゥール」はヘッジホッグと爆雷を投下し、その結果、油膜と浮遊物が浮かんできた。「オトゥール」は無線連絡によりUボートの撃沈を報告。海上に漂う残骸物と重油は、対潜掃討部隊にUボートを撃沈したと判断させるには十分であったが、戦後の記録では該当するUボートは無かった。夜になり、「オトゥール」が別の目標を探知したので、「トリポリ」は2機の哨戒機を発進させ、4発の対潜爆弾を投下した。
「トリポリ」の対潜掃討部隊は、8月13日にレシフェに到着し、第4艦隊（ジョナス・H・イングラム大将）に配置換えとなった。「トリポリ」は第47.7任務群旗艦となり、8月22日に第24護衛群 (CortDiv 24) の4隻の護衛駆逐艦とともに南緯25度線と西経5度線の交点付近に向かって、本国に戻るUボートを捜索することとなった。9月11日に補給のために一旦レシフェに戻るまでに2つの目標を探知したものの、結局空振りだった。第47.7任務群は9月13日に再び出撃し、別の海域でUボートを捜索することとなった。目標の一つは、日本軍占領下のペナンから、貴重な軍需物資である油類を搭載して本国に戻る途中の潜水艦「U1062」であった。「U-1062」は、南大西洋上で日本軍占領地域に向かう潜水艦「U219」と会合する予定になっていたが、「U1062」は次第に第47.7任務群の方に接近しつつあった。
第47.7任務群は、カーボベルデ西方洋上で「U1062」と「U219」の両方を撃沈しようと画策し、空母「ミッション・ベイ (USS Mission Bay, CVE-59) 」を基幹とする対潜掃討部隊と会合して捜索にあたった。TBMによる捜索は9月28日の日没の40分後まで続けられ、ウィリアム・R・ガレスピー中尉機が、水上航行中の「U-219」と思しき目標を、対潜掃討部隊から11マイル離れた予想針路上で発見し報告した。ガレスピー機はロケット弾攻撃を行うため低空に高度を取ったが、「U-219」の対空砲火によって撃墜された。報告を聞きつけて飛来してきた別のTBMがロケット弾と対潜爆弾で攻撃を行い、FM-2は「U-219」を機銃掃射した。しかし、最終的には「U-219」を仕留める事は出来なかった。
攻撃を潜り抜けた「U-219」とは対照的に「U-1062」は同じような幸運には恵まれなった。「ミッション・ベイ」の対潜掃討部隊にいた護衛駆逐艦「フェッセンデン (USS Fessenden, DE-142) 」は、9月30日にソノブイを頼って4度の攻撃を行い、「U-1062」を撃沈した。「U-219」は10月2日にも、「トリポリ」からのTBMに発見され攻撃されたが、「撃沈した」との第47.7任務群の判定とは裏腹に、戦後の調査で「U-219」は無事バタビアに到着したことがわかった。第47.7任務群は燃料が不足気味になったので、10月12日にレシフェに帰投。その後、「トリポリ」はノーフォークに回航され、10月26日から11月12日までノーフォークでオーバーホールに入った。オーバーホールを終えた「トリポリ」は太平洋戦線に移動することとなり、1945年1月10日にパナマ運河を通過してサンディエゴに寄港した後、真珠湾に到着した。

### 太平洋
「トリポリ」はヒロに回航され、第8混成航空隊 (VC-8) を降ろしてロイ＝ナムル島向けの戦闘機と爆撃機、荷物を搭載して出港し、2月20日に到着した。真珠湾に戻った後、訓練を行って次期作戦に備えたが、その最中に終戦を迎えた。日本降伏後はマジック・カーペット作戦に参加して復員兵の輸送に従事し、その後予備役に入った。

### 朝鮮戦争
1950年夏に勃発した朝鮮戦争によって、予備役状態に置かれていた多くの艦船が戦争を支援するため現役に戻った。「トリポリ」も1952年1月5日にレイモンド・N・シャープ艦長の下にニューヨークにおいて再就役した。海上輸送司令部の大西洋エリアに配備され、以前の対潜掃討部隊の空母は航空機輸送艦として新たな艦歴を刻むこととなった。
次の6年間、「トリポリ」はヨーロッパおよび地中海地域へ44回、ハワイへ1回、極東地域へ2回の輸送任務を行った。ヨーロッパへの3度目の輸送任務の後、1952年8月5日にニューアークに回航され、45機のF-84戦闘機と90個の燃料タンクを搭載して8月7日に出港、日本に向かった。パナマ運河とサンディエゴを経由した後、9月5日に横須賀に到着。F-84はただちに朝鮮半島の戦場に送られた。「トリポリ」は戦争で負傷した海軍兵および海兵隊員合わせて245名と破損した航空機を載せて横須賀を出港し、9月22日にアラメダ航空基地に到着。再度、横須賀までのジェット機輸送に任じた後、第1海上通信傍受隊の関係者と輸送ヘリコプター、便乗者を乗せて西海岸に向かい、11月11日にアラメダに到着した。「トリポリ」は海上輸送司令部の輸送艦としての唯一のハワイ訪問の後、東航してヨーロッパと地中海方面への最後の寄港を終えてキャリアを事実上終える事となった。
「トリポリ」は1955年6月12日にCVU-64（雑役空母）に類別されたが、1958年7月1日にT-CVU-64として再類別された。1958年11月25日にニューオーリンズで退役し、1959年2月1日に除籍の後、1960年1月にスクラップとして日本企業に売却された。